# Amt Joachimsthal (Schorfheide)
Amt Joachimsthal (Schorfheide) är ett kommunalförbund i Landkreis Barnim i förbundslandet Brandenburg i Tyskland. Huvudort och enda stad är Joachimsthal. Amtets fyra kommuner har en sammanlagd befolkning på 5 428 invånare (år 2013).

## Kommuner
- Althüttendorf med Neugrimnitz
- Friedrichswalde med Parlow-Glambeck
- Joachimsthals stad med Elsenau och Grimnitz
- Ziethen med Gross Ziethen och Klein Ziethen